# Rasmus Kellerman
Rasmus Kellerman, född 24 april 1980 i Oxelösund, är en svensk musiker. Han har varit verksam i flera musikaliska konstellationer, Music By Em (1996-2000), Tiger Lou (2001-2009, 2013-), Las Puertas, Araki samt under eget namn.

## Historia

### Music By Em
1996-2000 var Rasmus Kellerman sångare, gitarrist och låtskrivare i det Nyköpingsbaserade bandet Music By Em, gruppen släppte endast en EP, All Night Always (2000). Ett studioalbum spelades också in, men detta förblev outgivet av okänd anledning.

### Tiger Lou
Efter uppbrottet med Music By Em fortsatte Kellerman i bandet Tiger Lou. Gruppen släppte flera singlar, EP och album mellan åren 2001-2009. Projektet återupptogs i slutet av 2013.

### Solo
Efter att Tiger Lous tredje studioalbum A Partial Print utkommit valde Kellerman att ta en paus från artistnamnet Tiger Lou och istället fortsätta under eget namn. Solodebuten The 24th utkom på Startracks 2010.

## Diskografi

### Music By Em
EP
- 2000 - All Night Always

### Tiger Lou
Album
- 2004 – Is My Head Still On?
- 2005 – The Loyal
- 2008 – A Partial Print

EP
- 2003 – Trouble and Desire

Singlar
- 2001 – Second Time Around
- 2003 – Gone Drifting
- 2004 – Last Night They Had To Carry Me Home
- 2004 – Oh Horatio
- 2004 – Sell Out
- 2004 – The War Between Us
- 2005 – Nixon
- 2005 – Sell Out
- 2005 – The Loyal
- 2023 – Send The Bill
- 2023 – Runaways
- 2023 – End Times

### Akari
Album
- 2002 – Ikara

### Las Puertas
Album
- 2005 – Las Puertas

### Zoo Brazil
Album
- 2010 – Please Don't Panic

### Rasmus Kellerman
Album
- 2010 – The 24th